# Orthotrichia tortuosa
Orthotrichia tortuosa is een schietmot uit de familie Hydroptilidae. De soort komt voor in het Australaziatisch gebied.